# Paul Wormser
Paul Albert Wormser (Colmar, 1905. július 11. – Sainte-Radegonde, 1944. augusztus 17.) olimpiai bronzérmes francia párbajtőrvívó.